# Coazze
Coazze (Coasse in piemontese, Couvase in francoprovenzale, Couasse in francese) è un comune italiano di 3 335 abitanti della città metropolitana di Torino, in Piemonte.

## Geografia fisica
Coazze si trova in Val Sangone ed è naturalmente bagnata dal fiume Sangone.

## Origini del nome
Dal latino covum, al plurale cova, cioè "cavità".  Una presunta derivazione da "Covum Sachsi" avrebbe dovuto lasciare un /s/ prima della vocale tonica (Sachsum-i (Spada-Sassone), secondo una forma tarda di declinazione latina, subentrata al classico 'Saxo-onis', attestata nell'alto tedesco antico). È dunque più probabile l'origine proposta da Gasca Queirazza et alii (1992) che, a latino covum, nel senso di "cavità, nascondiglio", aggiungono un suffisso aggettivante molto produttivo -aceus (al pl. covaceae).

## Storia
Il paese esisteva durante l'epoca romana, e secondo alcuni addirittura il re segusino Cozio (vissuto tra la fine dell'epoca pagana e l'inizio dell'epoca cristiana) fu sepolto a Coazze, poiché faceva parte dei 12 paesi da lui comandati.
Il primo documento che attesta l'esistenza di Coazze fu scritto nel 1035, nel quale si parla della donazione di Covaciae al monastero di S. Solutore di Torino da parte del vescovo Orlico e della vedova di Olderico Manfredi II (Marchese di Susa), confermata nel 1079 dalla contessa Adelaide di Savoia.
Successivamente, Amedeo V di Savoia scambiò i feudi di Coazze, Valgioie e Beinasco per quelli delle valli di Ayas e Challant. Quindi, fino al 1374 Coazze fu dominato dai feudatari di Montjovet, quando l'abate di San Michele acquistò questi territori.
A partire dal XIV secolo, nei monti al di sopra di Forno di Coazze vennero create miniere di ferro oligisto (ematite); il materiale estratto veniva portato in borgata Ferria per essere selezionato e poi in fucine (di cui si ha la prima notizia certa nel 1430). Il ricco patrimonio boschivo della valle offriva il carbone di legna necessario per la fusione. Quest'attività estrattiva proseguì fino a metà dell'Ottocento.
Accanto all'attività agricola, da metà del Settecento si sviluppò la filatura e tessitura, dapprima di canapa, a carattere domestico, e più tardi a carattere industriale, anche nei settori del cotone e della juta, dove l'attività proseguì fino al secondo dopoguerra. Alla fine dell'Ottocento fu aperta una cartiera che funzionò anch'essa fino al secondo dopoguerra. Queste industrie hanno dato lavoro a una importante frazione della popolazione locale.

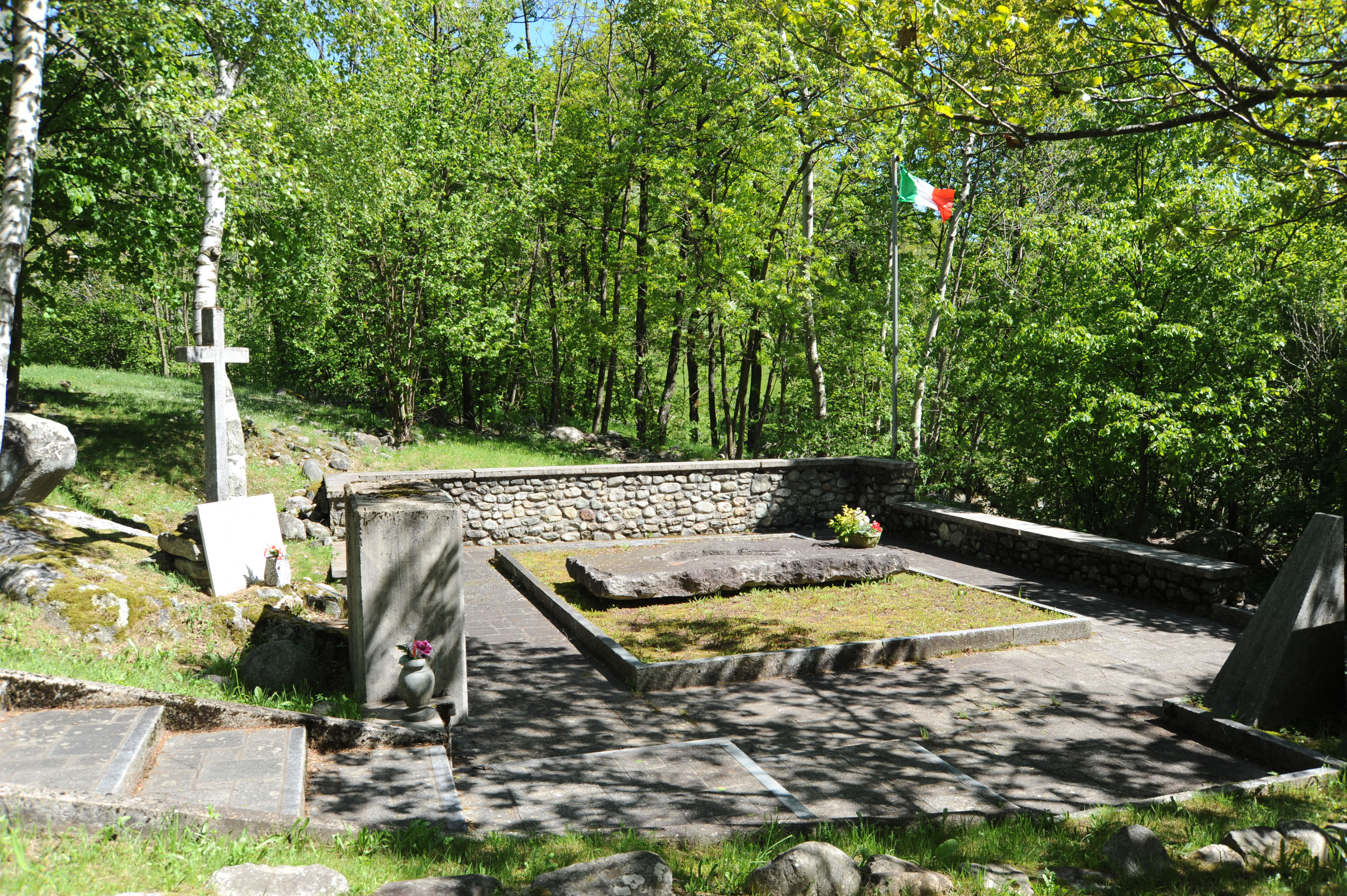
Il sito della fossa comune dove si consumò l'eccidio del 16 maggio 1944

Località di villeggiatura di mezza montagna, rinomata soprattutto tra la fine dell'Ottocento e l'inizio del Novecento, è famosa per aver ospitato nel 1901 Luigi Pirandello per un mese di vacanza.
Il motto riportato sul campanile della chiesa di Coazze, Ognuno a suo modo, ispirò Pirandello per una delle sue opere più famose, Ciascuno a suo modo.
Durante la seconda guerra mondiale, Coazze è stato teatro di un eccidio nazifascista. Il 16 maggio 1944 in località Forno di Coazze vennero fucilati 24 partigiani, catturati nei giorni precedenti nel corso di rastrellamenti operati in tutta la Val Sangone. I partigiani vennero uccisi proprio davanti a una fossa che, con molta probabilità, essi stessi scavarono; dopo le fucilazioni furono lasciati morire per dissanguamento, e venne impedito a chiunque di avvicinarsi ad essi. Lo stesso giorno, sempre a Forno di Coazze, vennero uccisi altri quattro partigiani fra cui la medaglia d'oro al valor militare (alla memoria) Renato Ruffinatti.
Dopo la guerra fu realizzato l'Ossario di Forno di Coazze dove riposano i resti delle 98 vittime dei nazifascisti.

### Simboli
Il gonfalone è un drappo di porpora, bordato di cordoncino d'oro, con punta a tre pendenti frangiati d'oro, caricato dello stemma civico in un quadrato d'azzurro bordato d'oro.

## Monumenti e luoghi di interesse
- Chiesa di Santa Maria del Pino, parrocchiale del paese

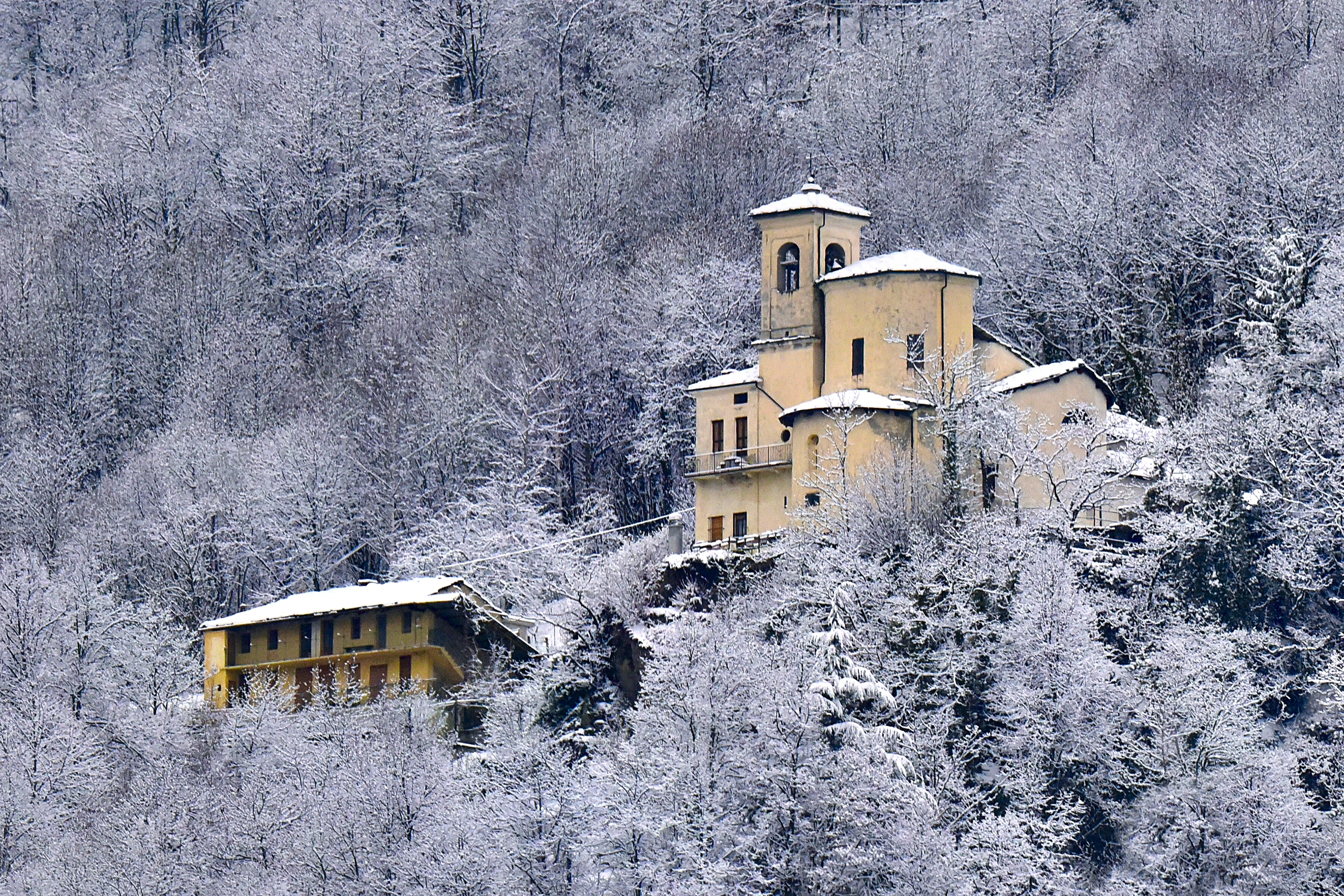
La chiesa di San Giacomo Apostolo nella frazione Indiritto

- Ecomuseo della Resistenza
- Ecomuseo Alta Val Sangone

## Società

### Evoluzione demografica
Abitanti censiti

### Etnie e minoranze straniere
Secondo i dati Istat al 31 dicembre 2017, i cittadini stranieri residenti a Coazze sono 277, pari al 8,9 % della popolazione, così suddivisi per nazionalità, elencando per le presenze più significative:
1. Romania, 183
2. Marocco, 30

## Religione

### Chiesa Cattolica
Il comune appartiene all'arcidiocesi di Torino e comprende due parrocchie.

### Chiesa Evangelica
È presente una comunità valdese.

## Amministrazione

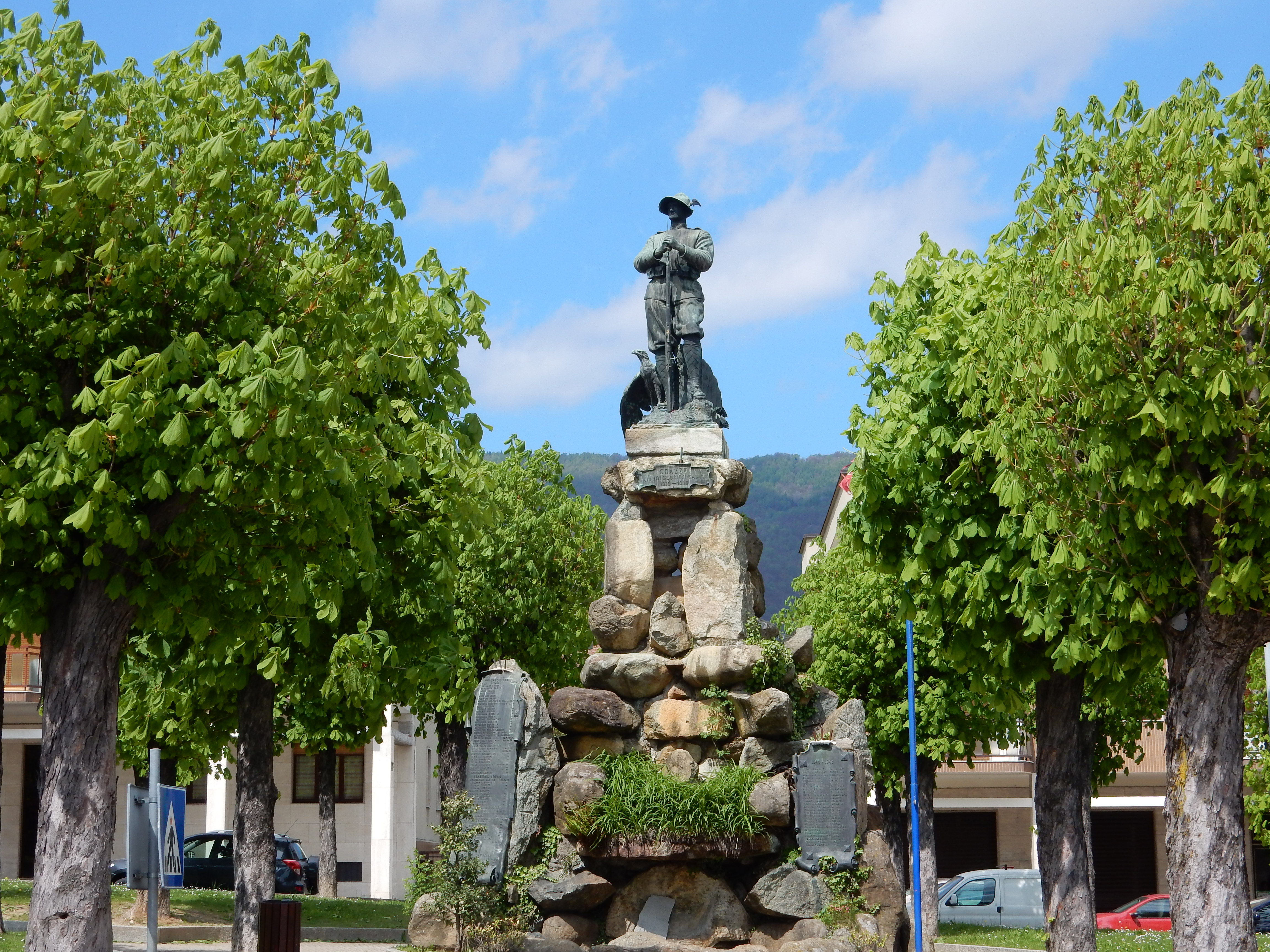
Monumento ai Caduti

Di seguito è presentata una tabella relativa alle amministrazioni che si sono succedute in questo comune.
| Periodo        | Periodo        | Primo cittadino      | Partito                            | Carica  | Note   |
| -------------- | -------------- | -------------------- | ---------------------------------- | ------- | ------ |
| 19 giugno 1985 | 7 giugno 1990  | Guido Ostorero       | -                                  | Sindaco | [ 11 ] |
| 7 giugno 1990  | 24 aprile 1995 | Giuseppe Rosa Brusin | -                                  | Sindaco | [ 11 ] |
| 24 aprile 1995 | 14 giugno 1999 | Maria Grazia Gerbi   | -                                  | Sindaco | [ 11 ] |
| 14 giugno 1999 | 14 giugno 2004 | Maria Grazia Gerbi   | centro-sinistra                    | Sindaco | [ 11 ] |
| 14 giugno 2004 | 8 giugno 2009  | Paolo Allais         | lista civica                       | Sindaco | [ 11 ] |
| 8 giugno 2009  | 26 maggio 2014 | Paolo Allais         | lista civica                       | Sindaco | [ 11 ] |
| 26 maggio 2014 | 27 maggio 2019 | Mario Ronco          | lista civica Progetto Coazze       | Sindaco | [ 11 ] |
| 27 maggio 2019 | 10 giugno 2024 | Paolo Allais         | lista civica Per Coazze con Coazze | Sindaco | [ 11 ] |
| 10 giugno 2024 | "in carica"    | Alessandro Oliva     | lista civica                       | Sindaco |        |

### Gemellaggi
- Decazeville, nell'Aveyron

### Altre informazioni amministrative
Il comune faceva parte della Comunità Montana Valle Susa e Val Sangone.